# Locre No.10 Cemetery
Locre No. 10 Cemetery is een Britse militaire begraafplaats met gesneuvelden uit de Eerste Wereldoorlog, gelegen in het Belgische dorp Loker, een deelgemeente van Heuvelland. De begraafplaats ligt 1,2 km ten zuiden van het dorpscentrum.
Deze kleine L-vormige begraafplaats werd ontworpen door William Cowlishaw en wordt onderhouden door de Commonwealth War Graves Commission. Het terrein heeft een oppervlakte van 730 m² en is omgeven door een  natuurstenen muur. Het Cross of Sacrifice staat recht tegenover de ingang, op een sokkel dat ingebouwd is in de westelijke omheiningsmuur. De begraafplaats bestaat uit een Brits en een Duits perk.
Er liggen 133 doden begraven waaronder 86 niet geïdentificeerde. Het perk met de Duitse graven bevindt zich in de korte zijde van de L-vormige begraafplaats.

## Geschiedenis
Loker lag bijna de hele oorlog op een relatief veilige afstand van het front. Tijdens het Duitse lenteoffensief viel het dorp op 25 april in Duitse handen. Tijdens de daarop volgende week werd het tot driemaal toe door de Fransen en de Duitsers heroverd tot het uiteindelijk na hevige gevechten begin juli definitief door de Fransen werd ingenomen. Het St.-Antoniusklooster (nu Huize Godtschalck) was ingericht als medische post (Casualty Clearing Station) om de talrijke gewonden op te vangen. De begraafplaats werd door de Fransen in het voorjaar van 1918 gestart. Na de oorlog werden de Franse graven naar andere begraafplaatsen overgebracht en werden Britse en Duitse slachtoffers die in de omgeving van Loker gesneuveld waren hier begraven.
Er liggen nu 58 Britten (waaronder 14 niet geïdentificeerde). In het Duitse perk liggen 75 doden waarvan slechts 3 konden geïdentificeerd worden. Zij liggen verzameld onder 9 grafzerken. Voor 3 Britten werden Special Memorials opgericht omdat hun graven niet meer gevonden werden en men neemt aan dat ze zich onder de niet geïdentificeerde graven bevinden.
De begraafplaats werd in 2009 als monument beschermd.

## Onderscheiden militairen
- sergeant T.H. Chattington en de korporaals W. Penny en T.A. Flewitt werden onderscheiden met de Military Medal (MM).